# Architektura socrealistyczna w Polsce

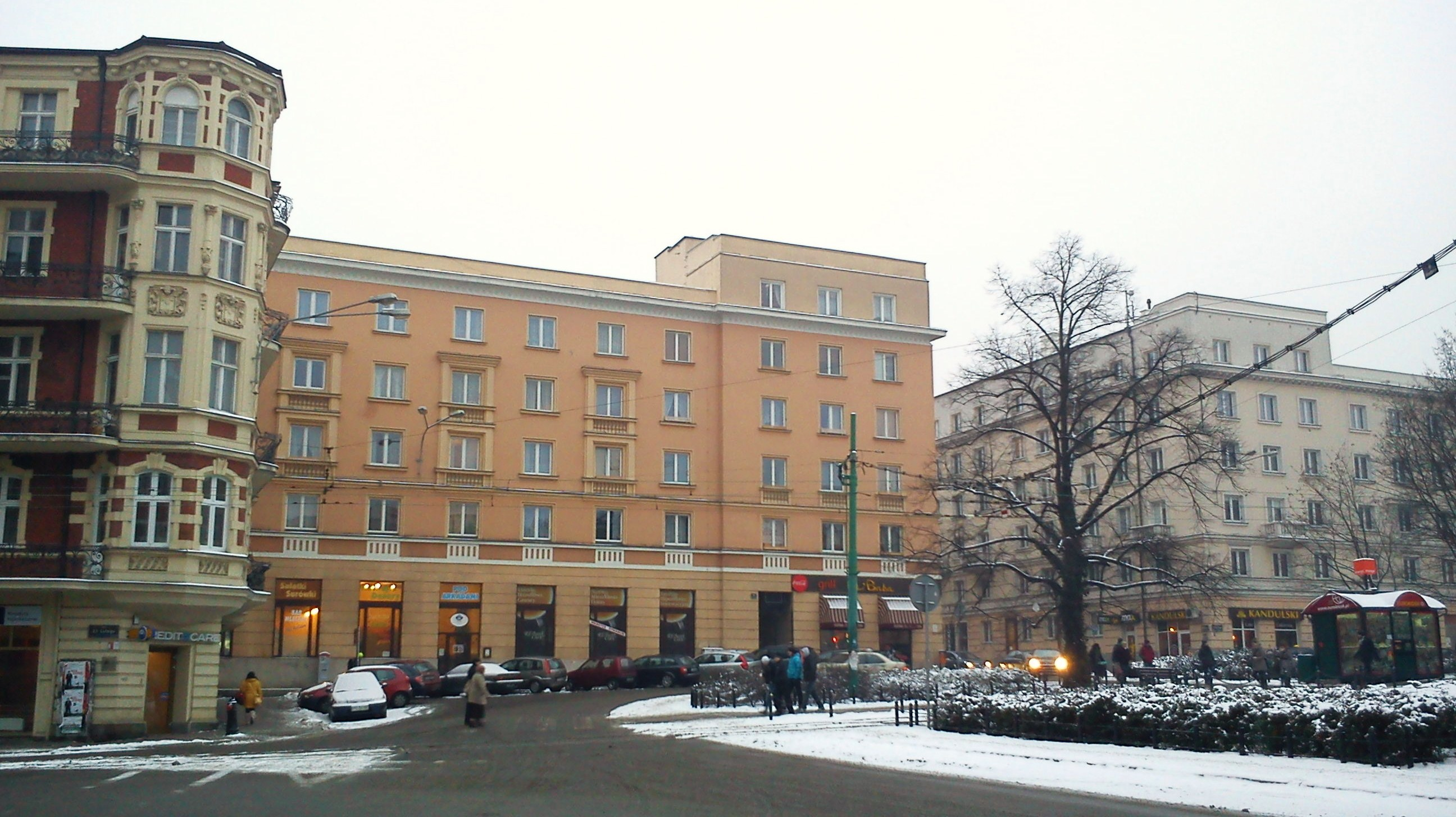
Plac Cyryla Ratajskiego w Poznaniu

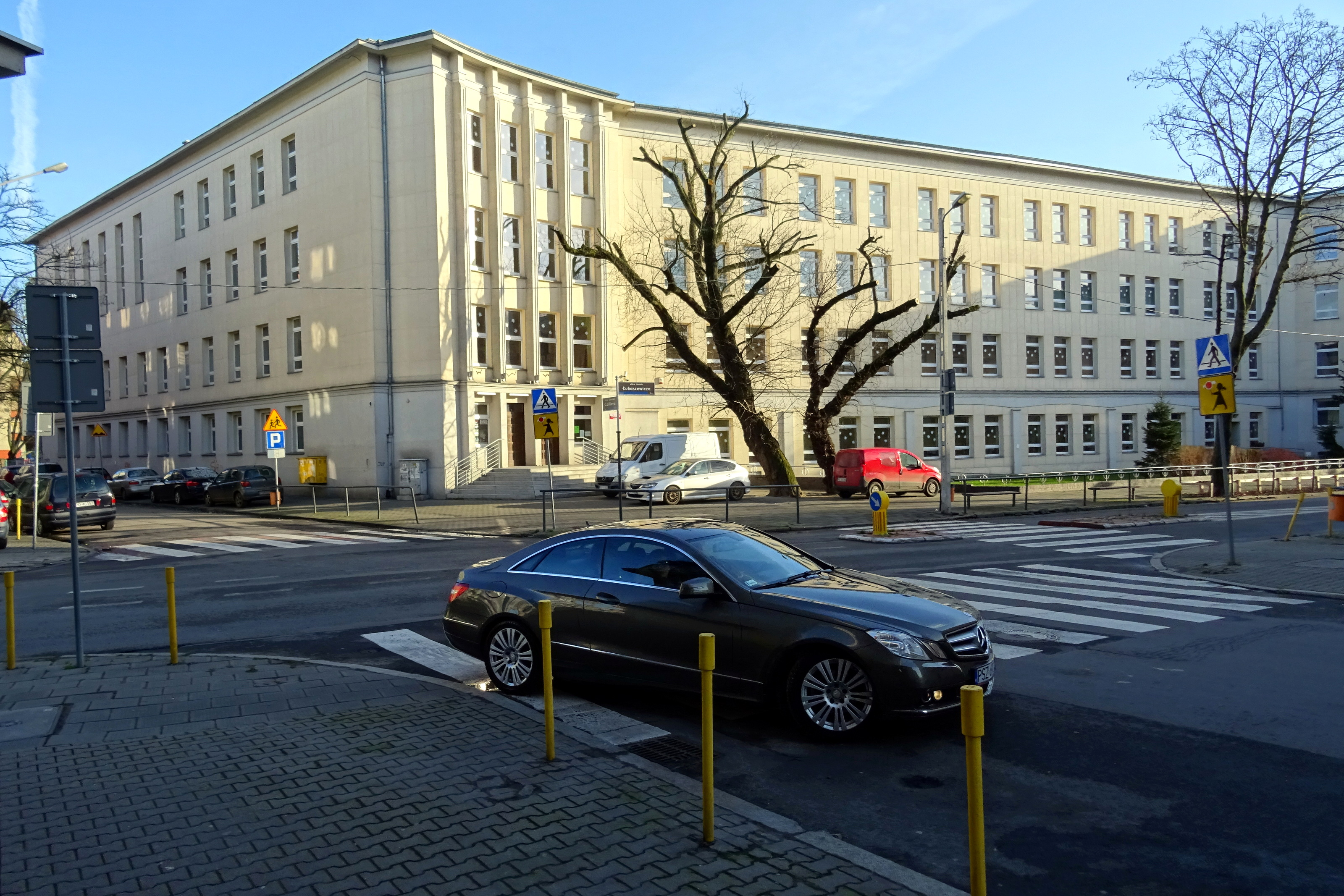
Szkoła Podstawowa nr 9 przy ul. Józefa Łukaszewicza 9/13 w Poznaniu (1955-1958)

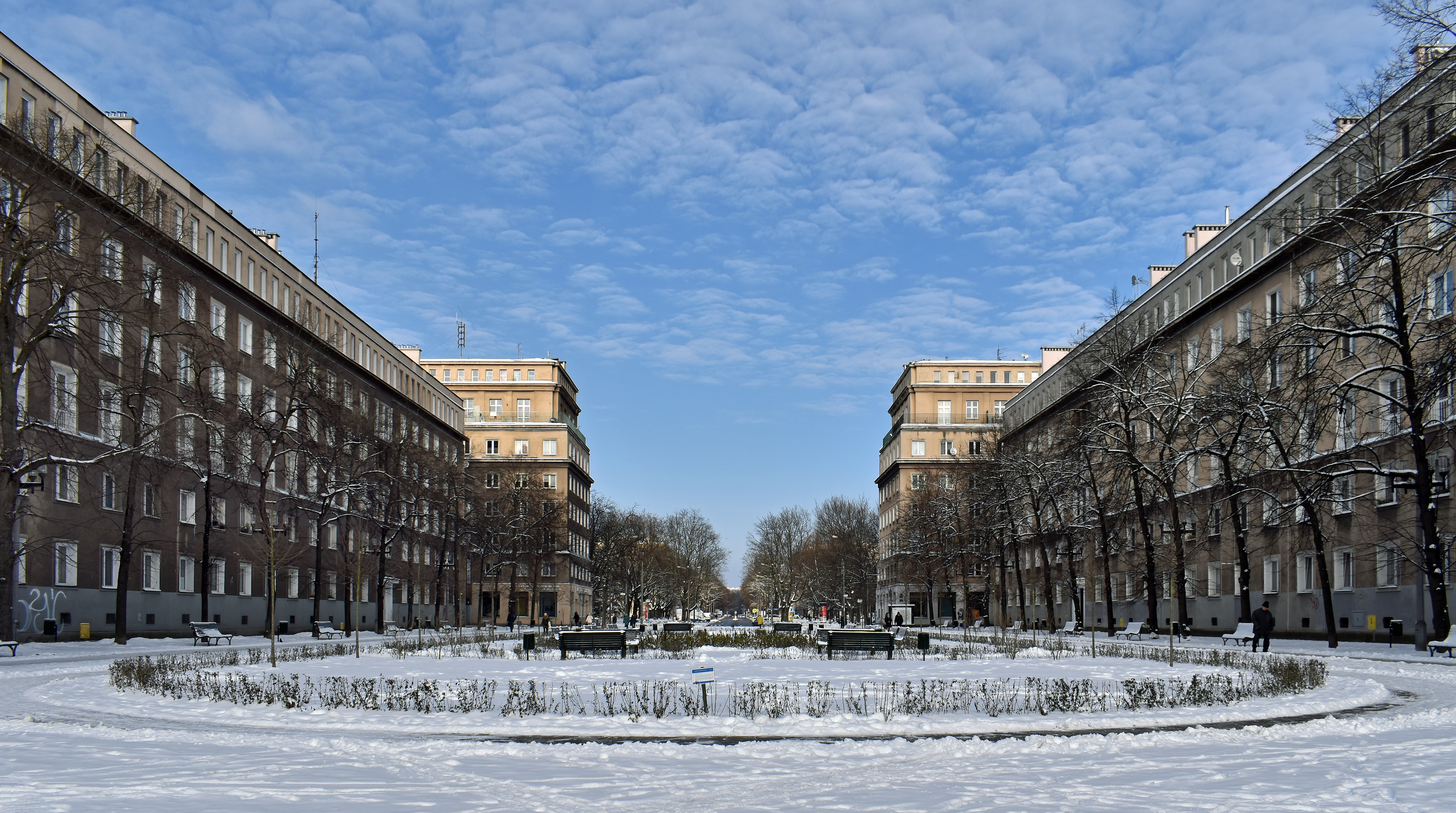
Aleja Róż w Nowej Hucie

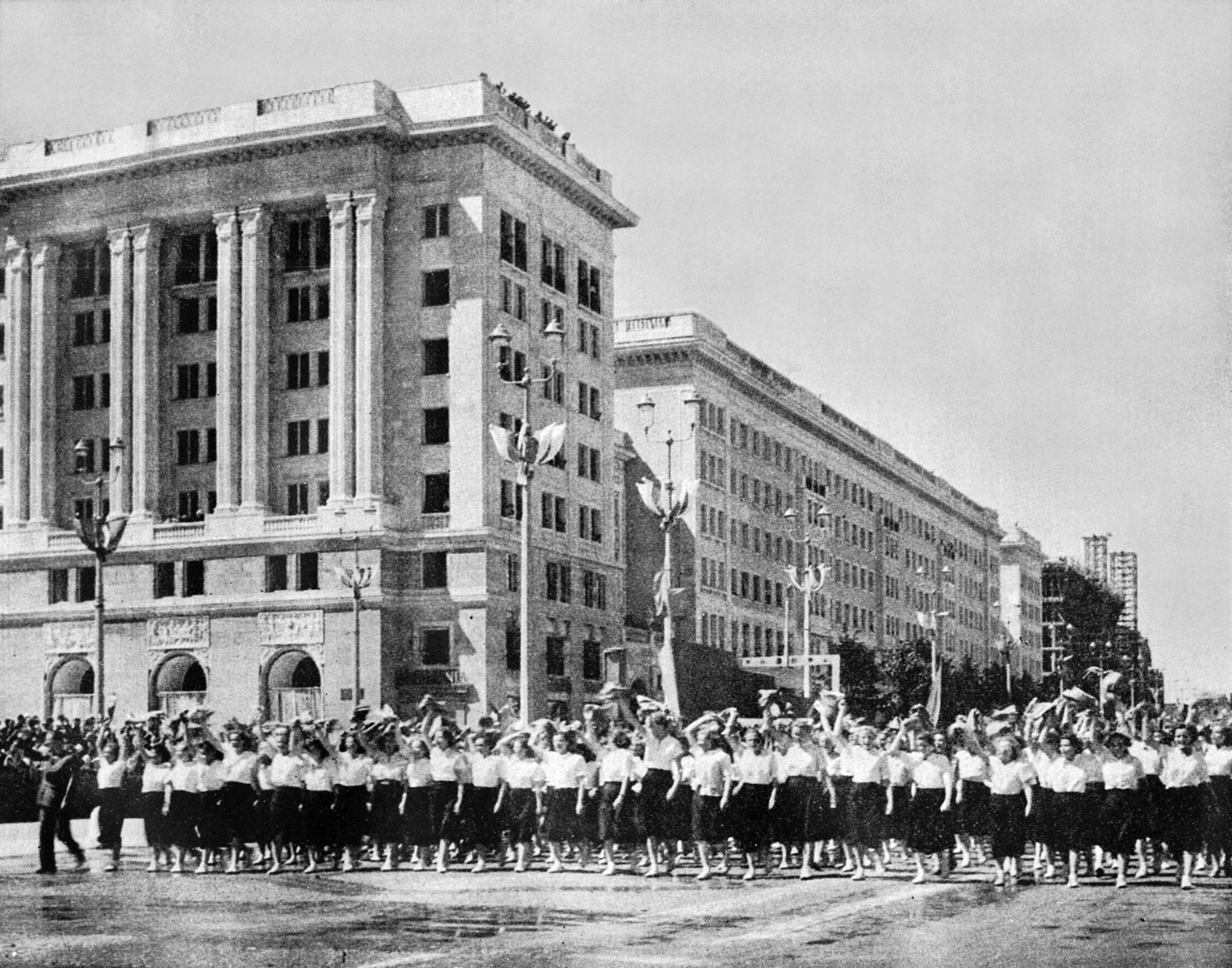
Defilada uczestników Zlotu Młodych Budowniczych Polski Ludowej w dniu 22 lipca 1952

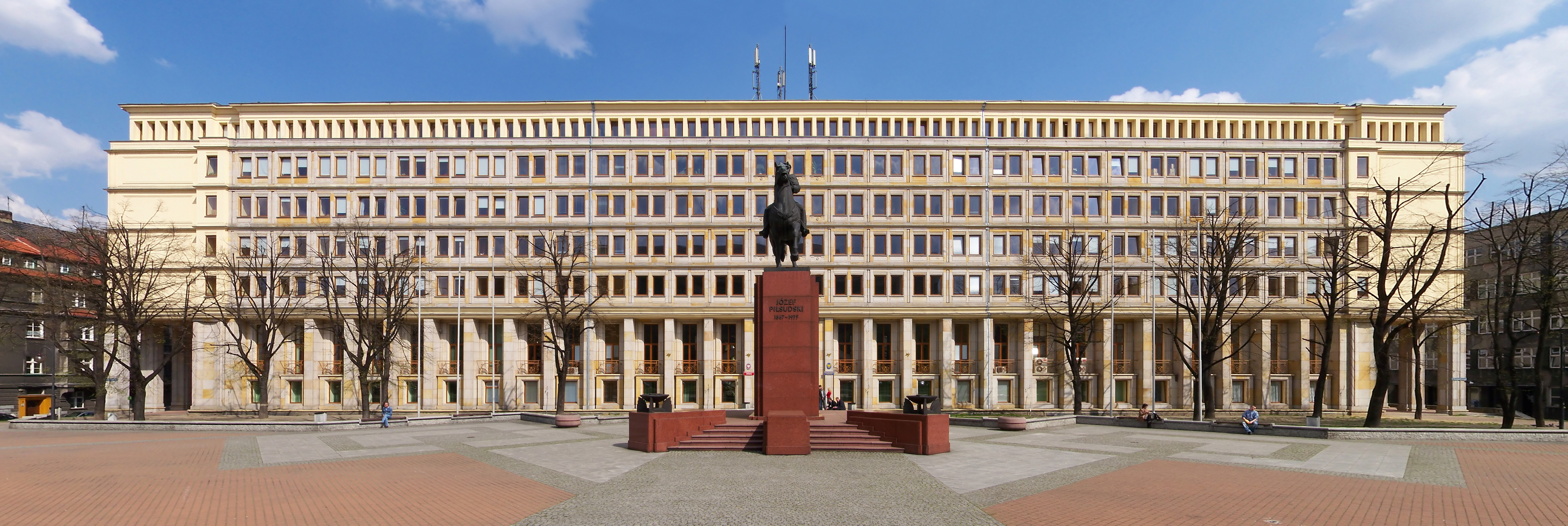
Wojewódzka Rada Związków Zawodowych w Katowicach (obecnie: Urząd Marszałkowski Województwa Śląskiego)

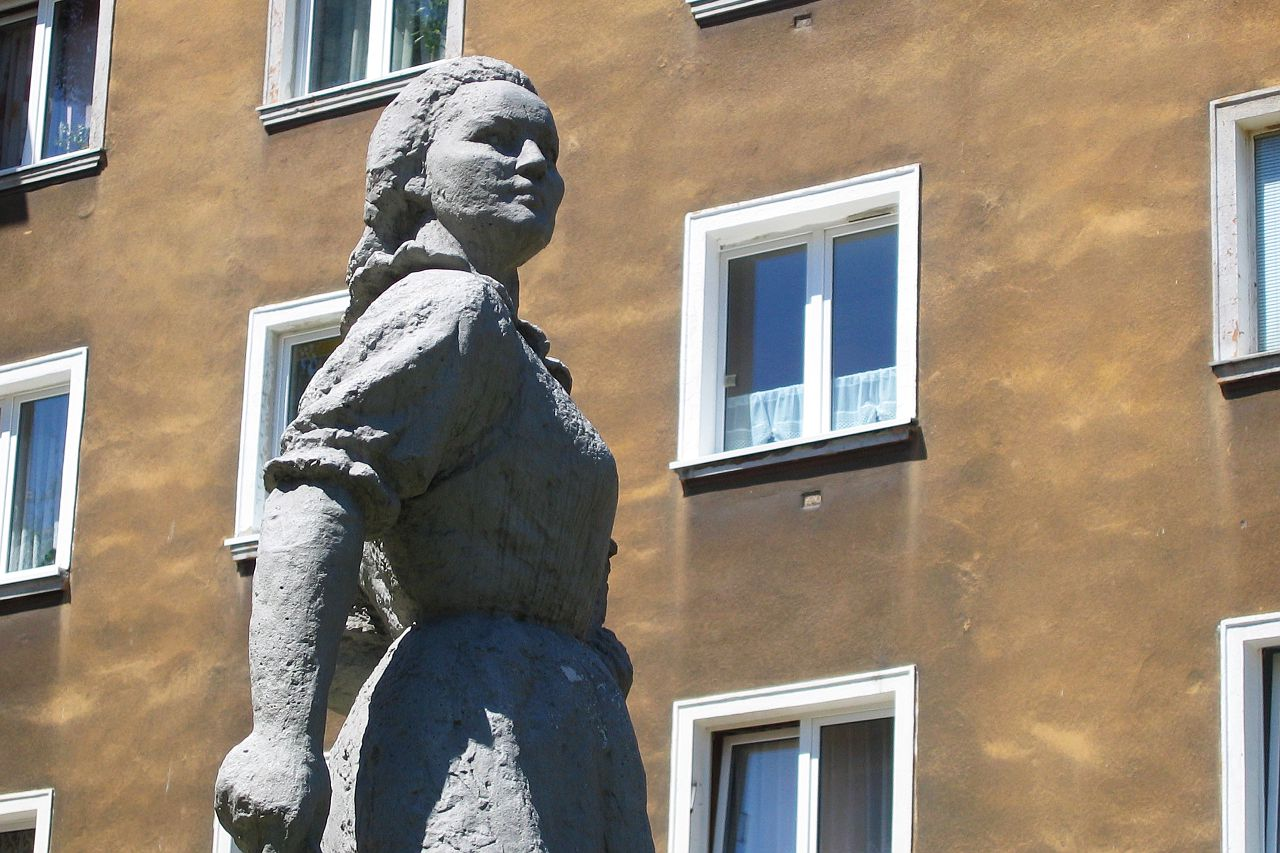
Robotnica z kielnią na tyskim osiedlu A

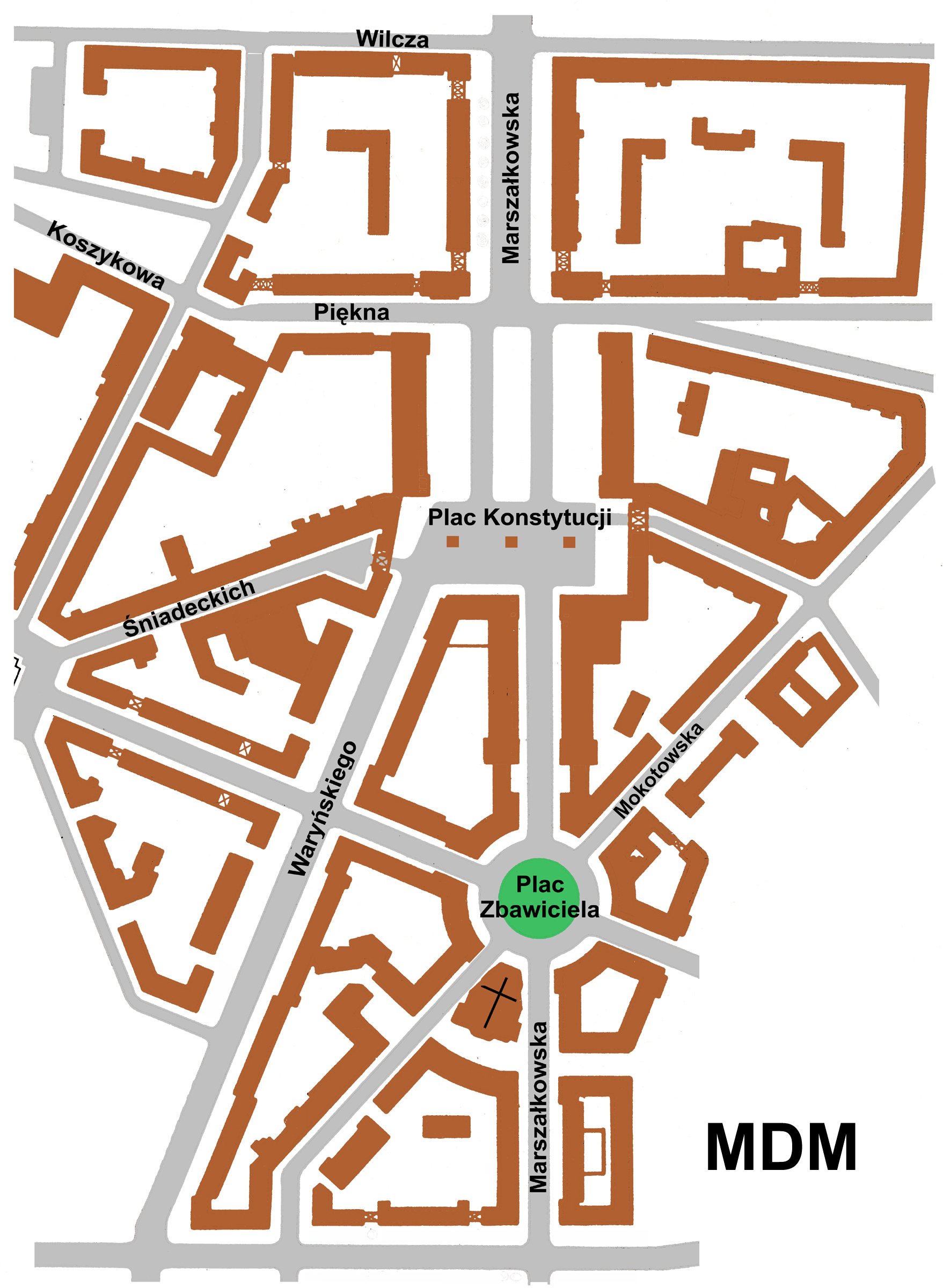
Plan Marszałkowskiej Dzielnicy Mieszkaniowej w Warszawie

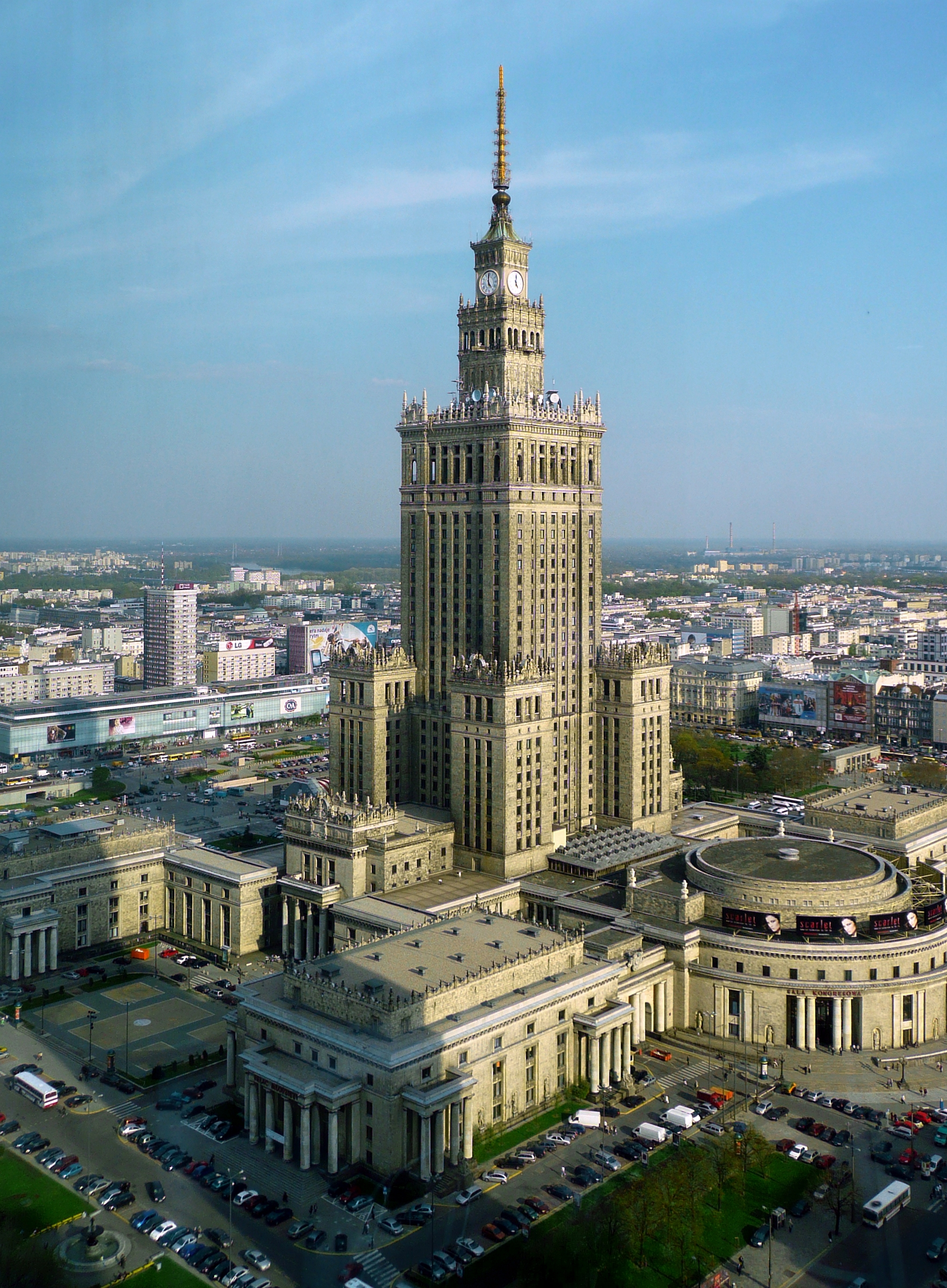
Pałac Kultury i Nauki w Warszawie

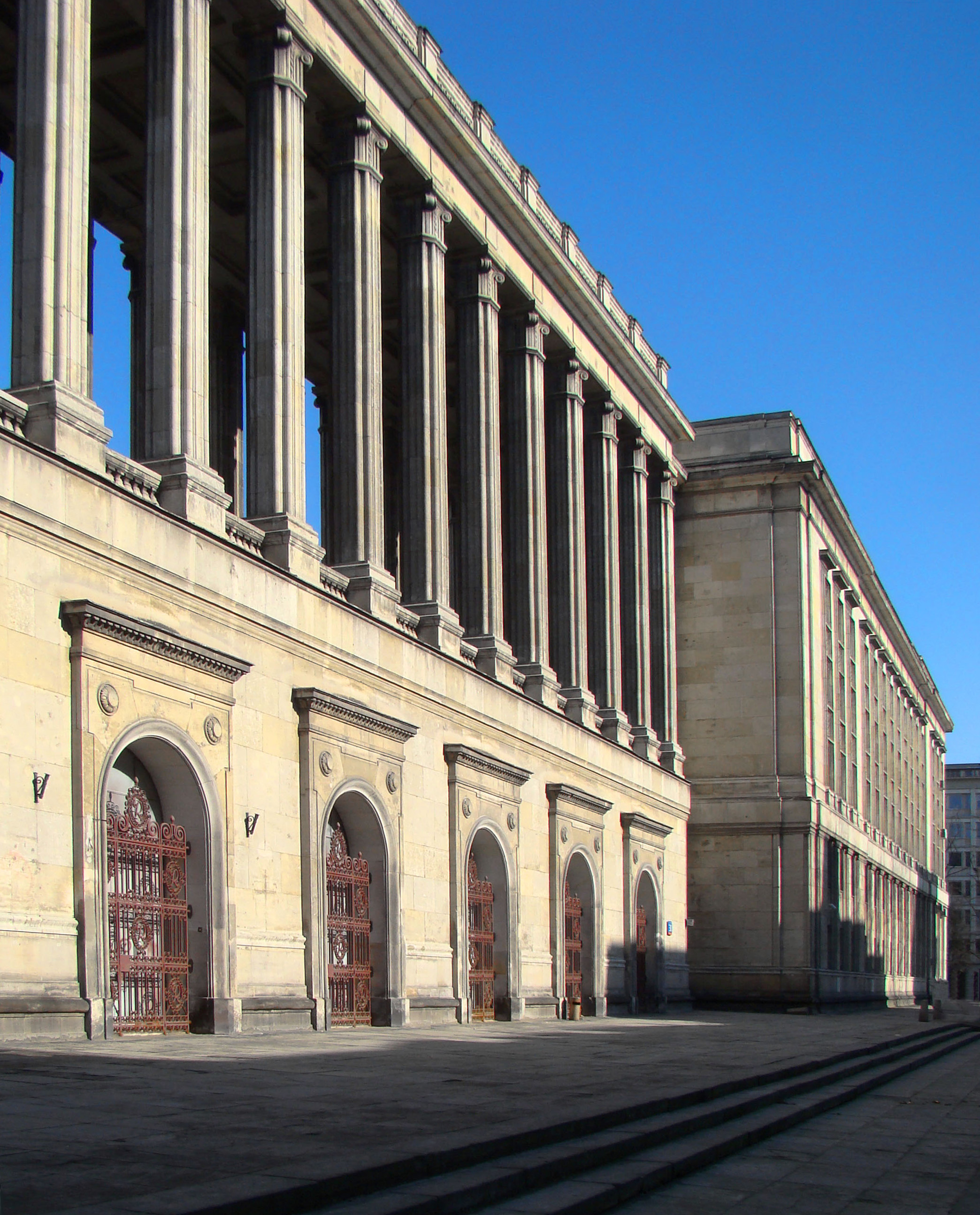
Ministerstwo Rolnictwa w Warszawie

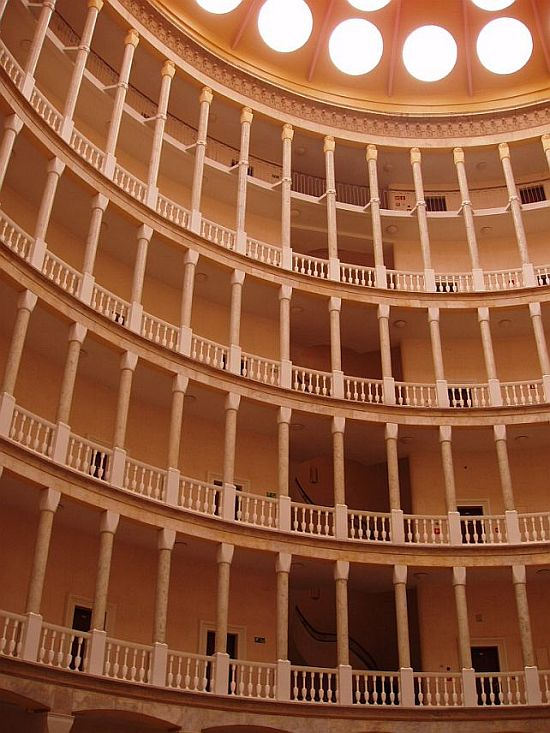
Biurowiec Prezydium Rządu w Warszawie

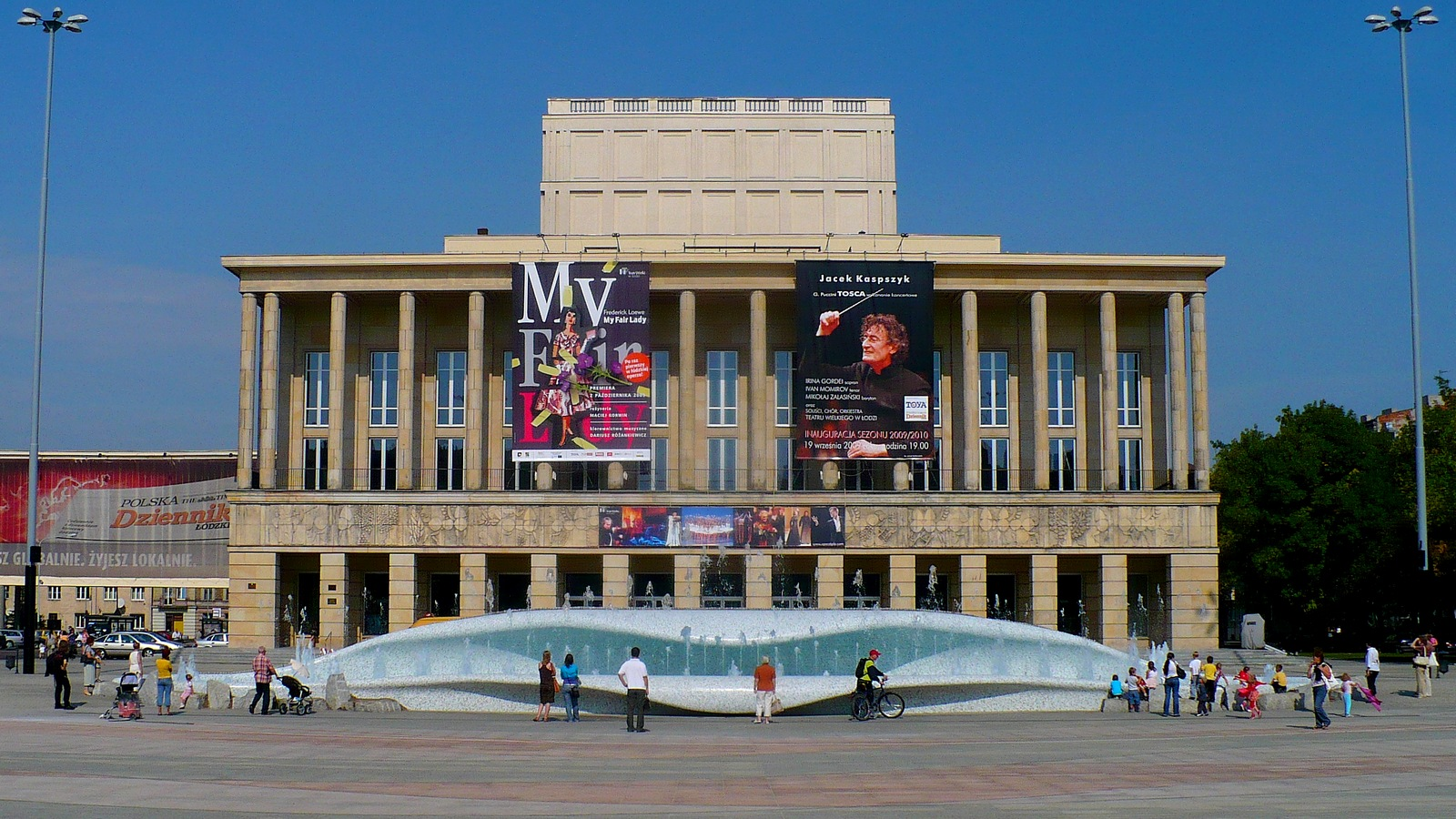
Teatr Wielki w Łodzi

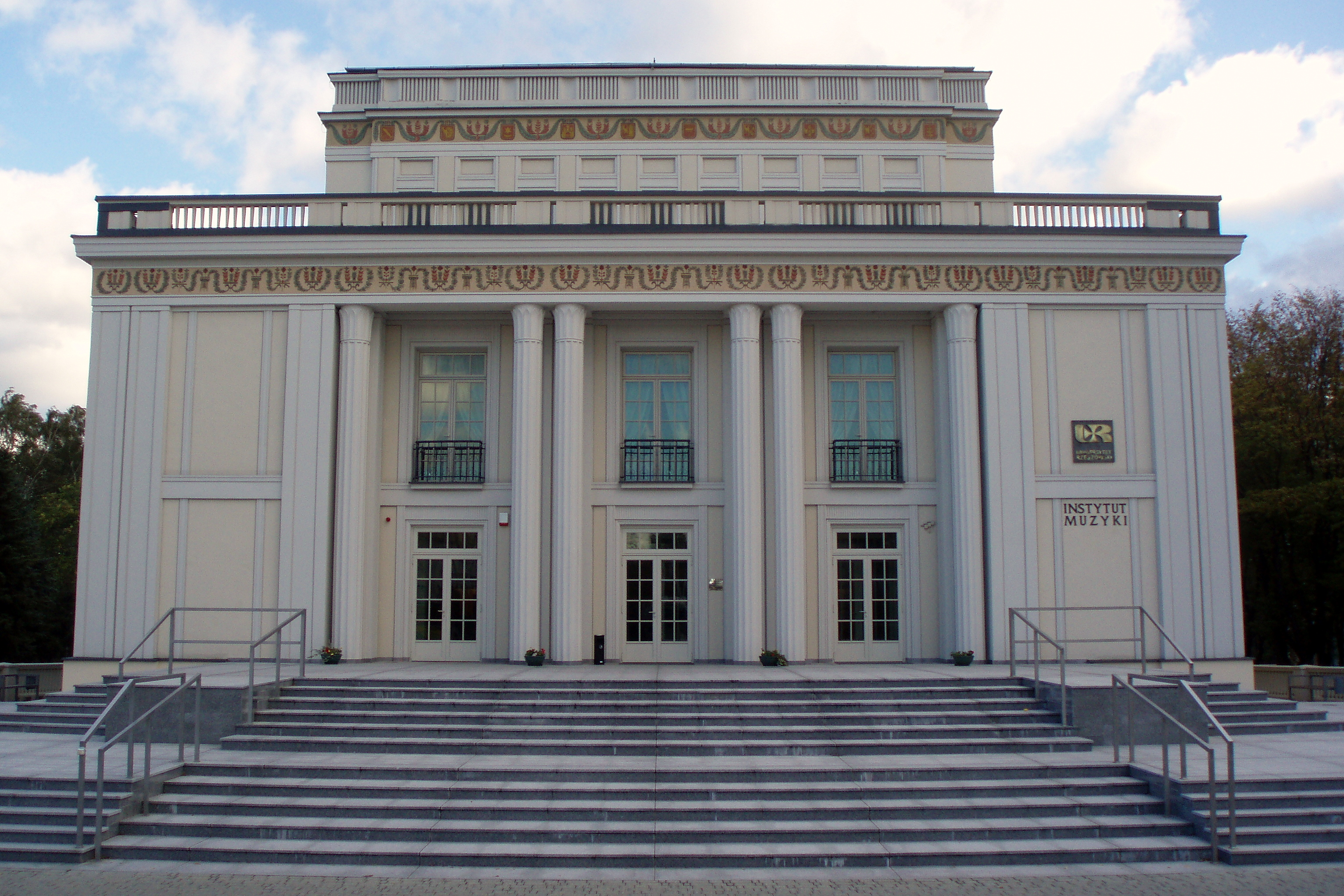
Instytut Muzyki Uniwersytetu Rzeszowskiego w Rzeszowie

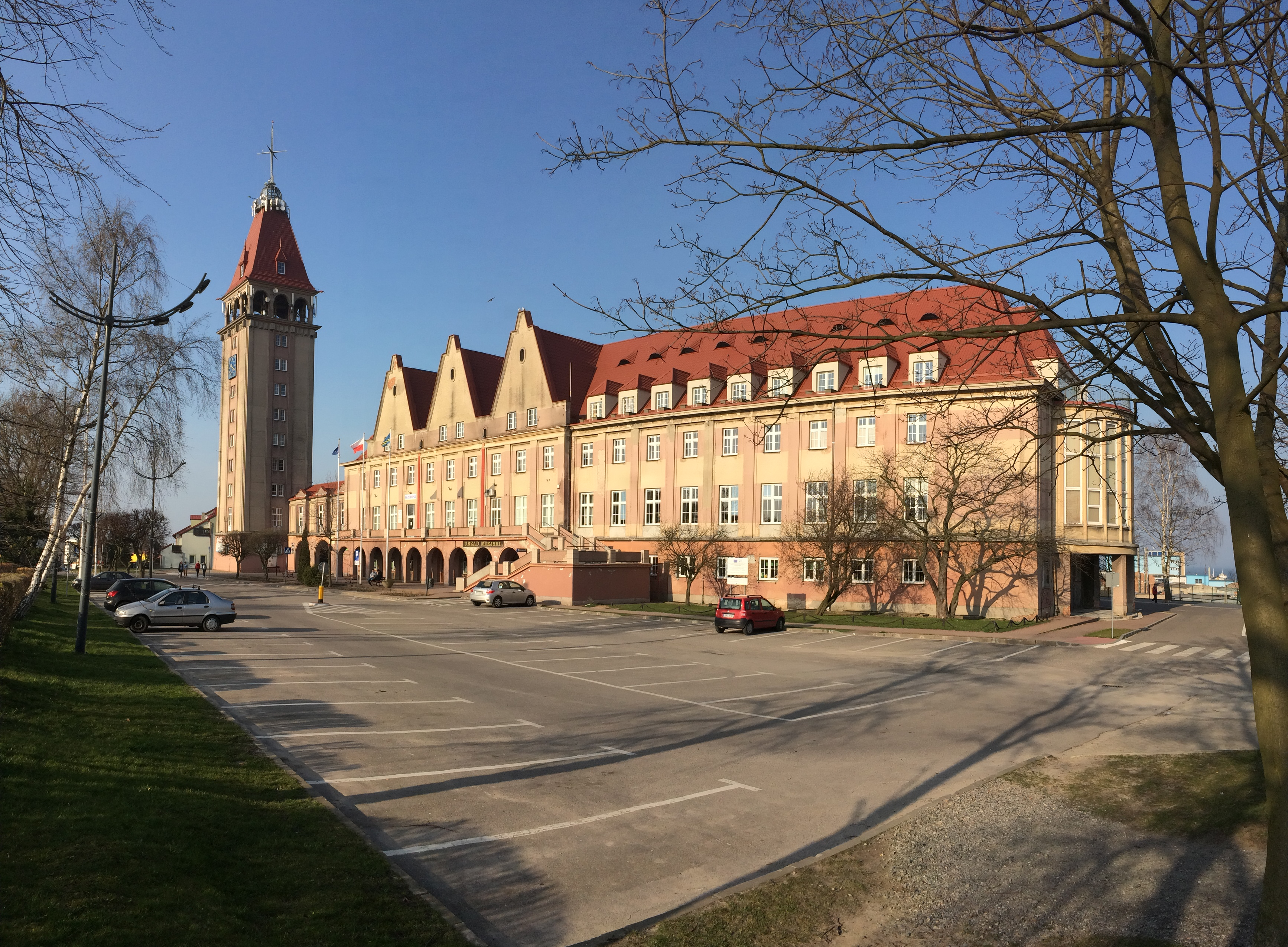
Dom Rybaka we Władysławowie

Architektura socrealistyczna w Polsce – architektura realizowana w latach 1949–1956 w ramach obowiązującej wówczas doktryny realizmu socjalistycznego, definiowana w tym czasie jako „socjalistyczna w treści i narodowa w formie”.

## Geneza i założenia
Ideologia socrealizmu została do Polski sprowadzona ze Związku Radzieckiego. Został oficjalnie ogłoszony przez Bolesława Bieruta na Konferencji Warszawskiej PZPR 3 lipca 1949 r. Socrealizm w architekturze proklamowano 21 czerwca tego samego roku na Konferencji Architektów Partyjnych. Wielu architektów, między innymi Edmund Goldzamt (autor referatu na konferencję) i Jan Minorski potępiło wówczas architekturę nowoczesną. Styl ten rozwijał się w Polsce od końca lat czterdziestych XX wieku do połowy lat pięćdziesiątych, będąc zarazem częścią programu „Sześcioletniego Planu Odbudowy Warszawy”.
„Socjalistyczną treść” nowej architektury rozumiano przede wszystkim jako potrzebę zapewnienia powszechnie dostępnych higienicznych warunków zamieszkania – podobne tendencje występowały w tym czasie w całej Europie. Interpretacja „narodowej formy” pozostawiała znacznie więcej wątpliwości. Ostatecznie postanowiono oprzeć się, wzorem architektury radzieckiej, na historycznych zasadach kompozycji oraz elementach dekoracyjnych. Historyzujące formy „narodowe” miały nawiązywać głównie do renesansu, choć początkowo nie było to oczywiste – w środowisku warszawskim postulowano nawiązywanie do klasycyzmu.

## Krytyka socrealizmu i współczesne oceny
Schyłek stalinizmu przyniósł również zarzucenie doktryny socrealizmu w Polsce. Krytykowano monotonię, przesadny monumentalizm i nieekonomiczność rozwiązań. 

Zbudowano ogromne place, gdyż miały wypełniać je manifestacje – życie nie składa się jednak z samych manifestacji. Zbudowano tarasy, loggie, arkady, które ziały pustką.

W rezultacie architektura „narodowa w formie” oparta jednak na tradycyjnych formach i w pewnym stopniu swojska została zastąpiona fascynacją modernizmem. Podejściem nadal „socjalistycznym w treści”, lecz tym razem już „nowoczesnym w formie”.
Doświadczenia późniejszych lat i pewne znużenie modernizmem skłaniają do znacznie łagodniejszej oceny architektury i urbanistyki socrealistycznej:
- preferowano zabudowę przyuliczną (obrzeżną), tworzącą czytelne wnętrza urbanistyczne, zaś ulica pozostawała ulicą,
- większość budynków miała nie więcej niż 4 kondygnacje, nie było jeszcze nacisków aby wszystkie budynki bez windy miały po 5 kondygnacji,
- stosowano jeszcze dachy spadziste kryte dachówką,
- w początkowym okresie jakość materiałów i poziom rzemiosła budowlanego pozostawały na wysokim poziomie.

## Kalendarium
- 21 czerwca 1949 r. – Konferencja Architektów Partyjnych ogłasza realizm socjalistyczny obowiązującą doktryną w polskiej architekturze
- 23 czerwca 1949 r. – rozpoczęcie budowy Nowej Huty
- 6 listopada 1949 r. – rada SARP przyjmuje rezolucję architektów partyjnych
- 16 września 1950 r. – rozpoczęcie budowy MDM
- 15 stycznia 1951 r. – I Ogólnopolski Pokaz Projektów Architektury w warszawskiej Zachęcie
- 25 maja 1952 r. – rozpoczęcie budowy Pałacu Kultury i Nauki w Warszawie
- 22 lipca 1952 r. – uroczyste otwarcie Placu Konstytucji i MDM w Warszawie
- 13-15 kwietnia 1953 r. – Krajowa Narada Architektów – pierwsza krytyka socrealizmu
- kwiecień 1955 r. – krytyka rozwoju architektury i urbanistyki w Polsce ze strony SARP
- 22 lipca 1955 r. – oddanie Pałacu Pałacu Kultury i Nauki oraz Stadionu Dziesięciolecia w Warszawie
- 26 marca 1956 r. – Ogólnopolska Narada Architektów – oficjalny koniec socrealizmu w polskiej architekturze

## Miasto socjalistyczne

### Nowa Huta
Główne założenia projektowe w Nowej Hucie, to symetryczny układ, centralnie usytuowany plac, prowadzące do niego arterie oraz wykorzystanie elementów historycznych polskich budowli renesansowych, klasycystycznych i barokowych. Przykłady: Plac Centralny i okolice, budynki administracyjne kombinatu.

### Marszałkowska Dzielnica Mieszkaniowa(MDM) w Warszawie:
To jedno z najważniejszych założeń architektonicznych epoki socrealizmu. MDM charakteryzuje się monumentalnymi budynkami oraz centralnym placem Konstytucji, który był miejscem publicznych zgromadzeń. Budynki nawiązywały do warszawskiego klasycyzmu i były bogato zdobione rzeźbami oraz mozaikami.

### Osiedle Praga II w Warszawie
Inspiracja warszawskim MDM-em jest widoczna w projekcie osiedla Praga II, jednak mimo monumentalnej wielkości, architektura jest tu skromniejsza. Osiedle zbudowane w latach 1950-1956 oraz 1959-1967 według projektu biura projektowego Miastoprojekt-Stolica, którego kierownikiem był Jerzy Gieysztor. 

## Spis obiektów
| Miasto              | Osiedla, założenia urbanistyczne i zespoły zabudowy | Pojedyncze obiekty |
| ------------------- | --- | --- |
| Białystok           | - Budynki przy południowej i zach. pierzei Rynku Kościuszki - Północna pierzeja ul. Lipowej - Plac Uniwersytecki | - Budynek KW PZPR - Budynek Lasów Państwowych - Hotel Cristal (daw. Hotel Miejski "Żubr") - Zespół budynków Sądu Okręgowego - Gmach Komendy Wojewódzkiej Policji - Dom Handlowy (ul. Skłodowskiej-Curie 2) - Dom Związkowca (ul. Skłodowskiej-Curie 3) - Pomnik Bohaterów Ziemi Białostockiej |
| Bielsko-Biała       | - Osiedle Grunwaldzkie | |
| Brzeg Dolny         | | - Hotel Robotniczy „Piast” |
| Bydgoszcz           | - Stare Kapuściska - Osiedle Leśne | - Filharmonia Pomorska w Bydgoszczy |
| Chorzów             | - Osiedle przy ul. Łukasińskiego/ Kochanowskiego/ Odrowążów - Bloki przy ul. Dąbrowskiego | - Planetarium Śląskie (1955) |
| Dąbrowa Górnicza    | - Zabudowa dzielnicy Gołonóg | - Pałac Kultury Zagłębia |
| Gdańsk              | - Grunwaldzka Dzielnica Mieszkaniowa we Wrzeszczu (zrealizowana częściowo) | - Dom Kultury w Nowym Porcie - Poczta przy ul. Długiej - Dom Prasy przy Targu Drzewnym - Kamienica przy ul. Kołodziejskiej 7/9A - Kamienica przy ul. Długi Targ 19 (obecnie hotel Radisson Blu) |
| Gdynia              | | - Dworzec Gdynia Główna (Gdynia Główna Osobowa) |
| Gliwice             | - Osiedle w dzielnicy Trynek - Zespół urbanistyczny Politechniki Śląskiej | - Budynek wydziału Górniczego Politechniki Śląskiej - stary budynek KOMAG |
| Gorzów Wielkopolski | - Zabudowa przy ul. Matejki (pomiędzy ul. Kotsisa a ul. Skłodowskiej-Curie) | - Budynek Zakładu Energetycznego (ul. Sikorskiego) |
| Hajnówka            | | - Dom Kultury HPSDD „Górnik” (1955) |
| Kalisz              | - Osiedle im. Juliana Marchlewskiego | - Powszechny Dom Towarowy - Dom Partii |
| Katowice            | - Osiedle Koszutka - Osiedle w dzielnicy Ligota (pomiędzy ul. Słupską, ul. Koszalińską i ul. Kołobrzeską) | - Budynek Okręgowej Rady Związków Zawodowych - Pałac Młodzieży - Budynek Zakładu Doskonalenia Zawodowego (ul. Krasińskiego) - Hala Parkowa - Budynek N Uniwersytetu Ekonomicznego przy ul. Adamskiego (dawna Wyższa Szkoła Bankowości i Finansów) - Budynek wydziałów Urzędu Miasta przy ul. Warszawskiej (dawna siedziba ORBISu) - Kwartał zabudowy pomiędzy ulicami: Francuską, Powstańców, Reymonta - Dom Kultury w Szopienicach, ul. Hallera 28 - Budynki Śląskich Technicznych Zakładów Naukowych przy ul. Sokolskiej (dawna ZSZ Huty Baildon) |
| Kraków              | | - Collegium Chemicum UJ - Rozbudowa AGH - Kompleks KS-u Korona - Miastoprojekt - Instytut Górnictwa Naftowego i Gazownictwa „Nafta” - Biurowiec Dyrekcji Kolei |
| Kraków (Nowa Huta)  | - Zabudowa Placu Centralnego - Zabudowa Al. Róż - Osiedla A, B, C, D | - Centrum Administracyjne Kombinatu (CAHTS) - Szpital im. S. Żeromskiego - Kino Świt - Kino Światowid - Teatr Ludowy |
| Lublin              | - Plac Zamkowy (daw. Plac Zgromadzeń Ludowych) - Osiedle mieszkaniowe wzdłuż alei Racławickich | - kamienice przy Placu Zamkowym - Bloki mieszkalne wzdłuż alei Racławickich (między al. Długosza a ul. Puławską) i ulic: Legionowej oraz Ks. Jerzego Popiełuszki (daw. Róży Luksemburg) |
| Łódź                | - Osiedle Bałuty I - Osiedle Bałuty IV - Osiedle Odrzańska - Osiedle Staromiejskie - Osiedle Wierzbowa - Osiedle Żeligowskiego | - Biurowiec Centrali Tekstylnej, ob. TVP - Dom Partii, ob. gmach Sądu Rejonowego Łódź-Śródmieście - Hala Sportowa (Pałac Sportu) - Szpital Dziecięcy im. M. Konopnickiej - Teatr Wielki |
| Poznań              | - Zabudowa placu Cyryla Ratajskiego - Zabudowa placu Wielkopolskiego | - Gmach Wydziału Budownictwa Politechniki Poznańskiej - Wieżowiec „Miastoprojektu” |
| Pyskowice           | - Osiedla A, B, C, D, E (Nowe Pyskowice) | |
| Rzeszów             | | - Wojewódzka Rada Narodowa – ob. Podkarpacki Urząd Wojewódzki (ul. Grunwaldzka) - Pomnik Czynu Rewolucyjnego (przy rondzie im. Dmowskiego) - Dom Partii (Komitet Wojewódzki) – ob. Sąd Apelacyjny (al. Marszałka J. Piłsudskiego) - Dom Kultury WSK ob. Instytut Muzyki Uniwersytetu Rzeszowskiego (ul. Dąbrowskiego) - Kwartały pierzejowe ulic Dąbrowskiego i Hetmańskiej (odcinek między W. Pola a Powstańców Warszawy) - Komenda wojewódzka MO – ob. Policji (ul. Dąbrowskiego) - Ośrodek Rehabilitacyjno-Edukacyjno-Wychowawczy (ul. Staszica) - Oddział „RUCH” -u (ul. Asnyka) - Szpital MSWiA (ul. Krakowska) - Pierzeja zachodnia pl. Ofiar Getta – ob. Urząd Miasta (różne wydziały) - Budynek Wydziału Komunikacji UM (pl. Ofiar Getta) - Pomnik Wdzięczności Armii Czerwonej (pl. Ofiar Getta) - Cmentarz wojenny Armii Czerwonej (ul. Lwowska) - Brama i rzeźba „płaczek” – Cmentarz komunalny Wilkowyja (ul. Cienista) |
| Skarżysko-Kamienna  | - Osiedle Milica-Przylesie | - Miejskie Centrum Kultury im. Leopolda Staffa (ul. Słowackiego) |
| Sosnowiec           | | - Dom Górnika (ul. Żytnia) |
| Szczecin            | - Śródmiejska Dzielnica Mieszkaniowa | |
| Tychy               | - Osiedle A (1951-1956) - Osiedle B (1952-1959) | |
| Warszawa            | - Marszałkowska Dzielnica Mieszkaniowa (1950-1953) - Osiedle Praga II (1948-1952) - Plac Konstytucji - Plac Hallera - Zabudowa przy ul. Kasprowicza, Przybyszewskiego, Żeromskiego - Zabudowa przy ul. Andersa (dawna ul. Nowotki) - Osiedle Racławicka Zachodnia (Racławicka/Wołoska/Wiktorska/Al. Niepodległości) | - Pałac Kultury i Nauki - Gmach Ministerstwa Finansów - Ministerstwo Rolnictwa - Gmach Szkoły Głównej Planowania i Statystyki - Grand Hotel - Hotel Nowa Praga - Ambasada Związku Radzieckiego - Galeriowiec „Wawel” - Instytut Meteorologii i Gospodarki Wodnej |
| Władysławowo        | | - Dom Rybaka we Władysławowie (1953-1957) |
| Wrocław             | - Kościuszkowska Dzielnica Mieszkaniowa (pl. Kościuszki i Arkady), arch. Roman Tunikowski | - Gmachy Politechniki przy pl. Grunwaldzkim, arch. Krystyna i Marian Barscy - Iglica (Wrocław) |
| Zabrze              | | - Dom Muzyki i Tańca |
| Zamość              | | - Klub Garnizonowy przy jednostce wojskowej |